# 南干道街道
南干道街道是中国河南省新乡市红旗区下辖的一个街道。

## 行政区划
南干道街道下辖：明珠花园社区、学府社区、弘泰社区、建文社区、孟营一村、和平实业公司社区。